# Киладзе, Лилэ Григорьевич
Лилэ́ Григо́рьевич Кила́дзе (груз. ლილე გრიგოლის ძე კილაძე; 13 апреля 1928, Тифлис, Грузинская ССР, ныне Тбилиси, Грузия — 15 октября 1978, там же) — грузинский дирижёр и педагог. Сын Григория Варфоломеевича Киладзе. Народный артист Грузинской ССР (1977).

## Биография
Окончил Московскую консерваторию; профессор Александр Гаук. В 1954 году становится дирижёром Саратовского театра оперы и балета. С 1957 года — дирижёр, а с 1959 года — главный дирижёр симфонического оркестра Гостелерадио Грузинской ССР. Им впервые исполнялись многие произведения грузинских композиторов (4-я и 5-я симфонии Шалвы Мшвелидзе, 2-я симфония Реваза Габичвадзе, 1-я симфония Гии Канчели и других авторов), кроме того, в репертуар руководимого им оркестра входили сочинения русских и зарубежных композиторов. Много гастролировал по СССР. В 1964—1972 годах преподавал в Тбилисской консерватории.
Похоронен в Дидубийском пантеоне рядом с могилой отца.

## Награды
- ? — Заслуженный деятель искусств Грузинской ССР
- 1977 — Народный артист Грузинской ССР
- 1979 — Государственная премия Грузинской ССР имени Захария Петровича Палиашвили (посмертно)